# Parapterulicium
Parapterulicium es un género de hongos en la familia Pterulaceae. El género contiene tres especies que habitan en Brasil.